# Barione delta
I barioni delta (anche dette risonanze delta) sono barioni relativamente leggeri (m = 1232 MeV/c2) composti da soli quark up (u) e down (d) che hanno spin e isospin {\displaystyle {\tfrac {3}{2}}}, questo li distingue dai nucleoni (protoni e neutroni che hanno spin e isospin {\displaystyle {\tfrac {1}{2}}}).

## Decadimento
Tutte le varietà di barioni Δ decadono tramite l'interazione forte in un nucleone (protone o neutrone) e un pione con carica appropriata. Le ampiezze dei vari stati di carica finale sono date dalle loro rispettive coppie di isospin. Più raramente e più lentamente, il Δ+ può decadere in un protone e un fotone e il Δ⁰ in un neutrone e un fotone.

## Composizione
Lo spin 3/2 precisa che tutti e tre i quark dentro una particella Δ hanno il loro asse di spin indicante la stessa direzione, a differenza del quasi identico protone e  neutrone (chiamati "nucleoni") in cui lo spin intrinseco di uno dei tre quark costituenti è sempre opposto allo spin degli altri due. Questo allineamento di spin è integrato da un numero quantico di isospin di 3/2 il quale differenzia i barioni Δ+ e Δ⁰ e i nucleoni ordinari, che hanno spin e isospin di 1/2.
La famiglia Δ è costituita da quattro particelle diverse distinte dalla loro carica elettrica, che è la somma delle cariche della mescolanza di quark up (u) e down (d) che compongono le particelle barioniche Δ. Ci sono inoltre quattro antiparticelle con carica opposta, costituite di antiquark corrispondenti. L'esistenza del Δ++, con la sua inusuale carica +2, fu un indizio fondamentale per lo sviluppo del modello a quark.

## Lista
| Nome della particella | Simbolo   | Quark contenuti | Massa a riposo (MeV/c2) | I   | JP   | Q (e) | S | C | B' | T | Vita media (s)    | In genere decade in |
| --------------------- | --------- | --------------- | ----------------------- | --- | ---- | ----- | - | - | -- | - | ----------------- | ------------------- |
| Delta                 | Δ++(1232) | u               | 1232±1                  | 3/2 | 3/2+ | +2    | 0 | 0 | 0  | 0 | (5,58±0,09)×10−24 | p+ + π+             |
| Delta                 | Δ+(1232)  | ud              | 1232±1                  | 3/2 | 3/2+ | +1    | 0 | 0 | 0  | 0 | (5,58±0,09)×10−24 | π+ + n⁰ o π⁰ + p+   |
| Delta                 | Δ0⁰(1232) | ud              | 1232±1                  | 3/2 | 3/2+ | 0     | 0 | 0 | 0  | 0 | (5,58±0,09)×10−24 | π⁰ + n⁰ o π⁻ + p+   |
| Delta                 | Δ- (1232) | d               | 1232±1                  | 3/2 | 3/2+ | −1    | 0 | 0 | 0  | 0 | (5,58±0,09)×10−24 | π⁻ + n⁰             |

1. ↑  Il PDG riporta la larghezza di risonanza (Γ). Qui invece viene data la conversione τ = ħ/Γ.